# Techneti(VI) fluoride
Tecneti(VI) fluoride, còn được gọi với tên gọi khác là tecneti hexafluoride là một hợp chất vô cơ màu vàng, với thành phần chính gồm hai nguyên tố là tecneti và fluoride, với công thức hóa học được quy định là TcF6. Hợp chất này có điểm nóng chảy thấp, lần đầu tiên được phát hiện vào năm 1961. Trong hợp chất này, tecneti có trạng thái oxy hóa là +6, trạng thái oxy hóa cao nhất tìm thấy trong các hợp chất tecneti halide. Hợp chất tương tự khác là tecneti(VI) chloride, TcCl6. Về mặt này, tecneti khác với rheni, tạo thành heptafluoride, ReF7. Tecneti hexafluoride tồn tại như một tạp chất trong urani(VI) fluoride, vì tecneti là một sản phẩm phân hạch của urani.

## Điều chế
Tecneti(VI) fluoride được điều chế bằng cách gia nhiệt kim loại tecneti với khí flo dư, ở nhiệt độ 400 ℃.
Tc + 3F2 → TcF6

## Tổng quan hợp chất
Tecneti(VI) fluoride là một chất rắn màu vàng kim loại ở nhiệt độ phòng. Điểm nóng chảy của nó là 37,4 ℃ và điểm sôi của nó là 55,3 ℃.

## Hóa tính
TcF6 phản ứng với dung dịch kiềm chloride trong dung dịch iod pentafluoride (IF5) để hình thành hexaflorotecnetat.
TcF6 không tỷ lệ về phản ứng thủy phân với dung dịch NaOH, và kết quả tạo thành kết tủa đen, là hợp chất tecneti(IV) oxit TcO2. Trong dung dịch hydro fluoride, TcF6 phản ứng với hydrazini fluoride để tạo ra hợp chất có công thức phân tử là N2H6TcF6 hoặc N2H6(TcF6)2.